# شونکی تاکاهاشی
شونکی تاکاهاشی (انگلیسی: Shunki Takahashi؛ زادهٔ ۴ مهٔ ۱۹۹۰) بازیکن فوتبال اهل ژاپن است.
از باشگاه‌هایی که در آن بازی کرده‌است می‌توان به باشگاه فوتبال اوراوا رد دیاموندز، باشگاه فوتبال ویسل کوبه، و باشگاه فوتبال جف یونایتد ایچیهارا چیبا اشاره کرد.
وی همچنین در تیم‌های ملی فوتبال زیر ۱۷ سال ژاپن، زیر ۲۰ سال ژاپن، و زیر ۲۳ سال ژاپن بازی کرده‌است.